# Бінгірія (підрозділ окружного секретаріату)
Підрозділ окружного секретаріату Бінгірія — підрозділ окружного секретаріату округу Курунегала, Північно-Західна провінція, Шрі-Ланка. Складається з 52 Грама Ніладхарі.